# أندي سميث
أندي سميث (بالإنجليزية: Andy Smith)‏ (25 سبتمبر 1980 ليسبورن المملكة المتحدة - ) هو لاعب كرة قدم أيرلندي شمالي يلعب كمهاجم.

## روابط خارجية
- أندي سميث على موقع قاعدة بيانات كرة القدم.إي يو (الإنجليزية)
- أندي سميث على موقع ناشيونال فوتبول تيمز (الإنجليزية)
- أندي سميث على موقع Soccerbase.com (لاعب) (الإنجليزية)
- أندي سميث على موقع Soccerway.com (الإنجليزية)
- أندي سميث على موقع عالم كرة القدم.نت (الإنجليزية)